# I Let The Music Speak
«I Let The Music Speak» es una canción de ABBA, presentada como la primera pista del lado B de su álbum de 1981 The Visitors. Es la quinta canción más larga de ABBA, después de Eagle, The Day Before You Came, The Visitors, y Chiquitita.

## Sinopsis
Billboard dijo que la canción "es el reconocimiento personal del cantante de poder trascender maravillosamente en la música". Abba - Uncensored on the Record dice que la canción "sugiere que después de todos los tiempos buenos y malos, la música nunca les fallará".

## Composición
La canción comienza con una "figura de piano ilusórica", e incluye un "conjunto de cuerdas sintetizado", centrándose en la secciones del tenor y contralto. La filigrana de viento es cortesía del flautista Jan Kling. La canción también cuenta, al inicio, con una guitarra acústica en el segundo verso, que se mezclan con el gran piano de Benny, quien es la "voz principal en las reflexiones conmovedoras del coro". El diseño melódico es bastante angular - siguiendo el medio recitativo. La voz principal de Frida es asistida por el de Agnetha en los "falsetes" antes del coro.

## Recepción crítica
Abba - Uncensored on the Record nota que la canción tiene una "representación teatral" y no suena como una canción pop.  La canción fue incluida entre otras 4 como uno de los "mejores cortes" del álbum The Visitors. Managing Information, Volume 7, Issues 6-10  explica "Canciones como 'I Let the Music Speak', y el título de la pista del álbum The Visitors fueron un importante descanso de su estilo tradicional." ABBA:Let the music speak describe la canción como una "capturador de orejas" y "un rico tapiz de contemplación rítmica, hábilmente flexibilizado del vals a la marcha y viceversa una y otra vez".

## Legado
Benny y Bjorn explicaron que I Let The Music Speak era un ejemplo temprano de su incursión en los musicales: "Canciones como "Thank You for the Music" o "I Let the Music Speak" tenía una cualidad teatral. Se podía ver "Chess" como un desarrollo de lo que hicimos con Abba".
I Let The Music Speak ha prestado su nombre a varios, entre ellos un álbum de 12 canciones como tributo a Benny y Bjorn hecho por Anne Sofie von Otter, y también un libro sobre ABBA titulado ABBA: Let The Music Speak.
La línea de apertura I'm hearing images, I'm seeing songs, no poet has ever painted" se incluyó como cita al principio del capítulo titulado "'I let the music speak': cross domain application for a cognitive model of musical learning'".
Las versiones notables incluyen:
- Is 't zo bedoeld, versión holandesa realizada por Bonnie & José en su álbum Herinnering (1985)
- I Let The Music Speak realizada por Anne Sofie von Otter en su álbum del mismo nombre (2006)